# 鉀離子通道

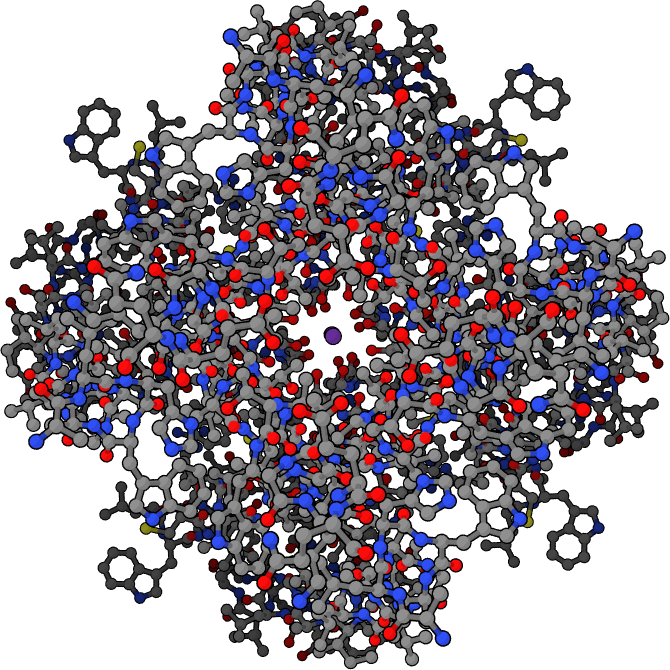
鉀離子（紫色）通過鉀離子通道的俯視圖。

在細胞生物學的範疇，鉀離子通道是最廣泛分布的離子通道，且幾乎存在大多數的生物中。 它們形成橫跨細胞膜而具鉀離子選擇性的孔洞，並且存在於大多數的細胞，控制了廣泛的生物功能。

## 種類
鉀離子通道主要有四種分類：
- 鈣激活鉀離子通道(Calcium-activated potassium channel)：當鈣離子或其它訊息分子出現時開啓。
- 內向整流鉀離子通道(Inwardly rectifying potassium channel)：使正電荷（電流）由細胞外向細胞內流入較容易。
- 串聯孔域鉀離子通道(Tandem pore domain potassium channel)：縱列孔洞鉀離子通道：通道常開啓或擁有基本的刺激，像是在神經細胞中的靜止鉀離子通道製造膜電位的負電性。
- 電壓門控鉀離子通道(Voltage-gated potassium channel)：當膜內外電位產生改變時，此離子通道開合。

| 分類           | 次分類                       | 功能                                                     | 抑制物                                                          | 活化物               |
| -------------- | ---------------------------- | -------------------------------------------------------- | --------------------------------------------------------------- | -------------------- |
| 鈣激活 6T&1P   | BK 通道, SK通道              | 抑制細胞內，因刺激而導致的鈣增加。                       | apamin, charybdotoxin                                           | 1-EBIO, NS309, CyPPA |
| 內向整流 2T&1P | ROMK(Kir1.1)                 | 腎元中鉀的回收及再利用                                   | 無選擇性： Ba2+, Cs+                                            | 無                   |
| 內向整流 2T&1P | GPCR 調控 (Kir3.x)           | 調節多數GPCR中的抑制效應                                 | GPCR antagonists, ifenprodil                                    | GPCR agonists        |
| 內向整流 2T&1P | ATP敏感 (Kir6.x)             | ATP濃度高足以刺激胰島素分泌時關閉                        | glibenclamide, tolbutamide                                      | diazoxide, pinacidil |
| 串聯孔域 4T&2P | TWIK, TRAAK,TREK, TASK       | 與靜止電位有關                                           | 無                                                              | halothane            |
| 电压门控 6T&1P | hERG(Kv11.1), KvLQT1 (Kv7.1) | 動作電位再極化, 控制動作電位的頻率(若受阻，產生節律障礙) | tetraethylammonium, 4-aminopyridine, dendrotoxins(在某些種類中) | 無                   |

## 結構
鉀離子通道的結構由四條蛋白質次單位聚集而成，產生一個四折疊的對稱複合物，其中心有一個離子引導孔洞的開合。四個相似的蛋白質次單位聚集產生一個heterotetrametic複合物 。鉀離子通道的次單位在孔洞的頂端都繞成一個明顯的孔洞結構，用來負責鉀離子的選擇性通透。

有超過80個哺乳動物基因用來制鉀離子通道的次單位。細菌中，鉀離子通道在分子結構中是最被為了解的離子通道。利用X光晶體繞射，我們了解到鉀離子如何藉由鉀離子通道通過細胞膜，及為何鈉離子無法通過。得知鈉離子有較強電荷密度，因此周圍被水分子圍繞而變得較巨大。2003年諾貝爾化學獎頒給在這個領域的先鋒Rod MacKinnon。

## 選擇性濾嘴
鉀離子通道在鉀離子通過選擇性濾嘴時會移去水合層。選擇性濾嘴是由每個次單位的p-loop上五個殘基(TVGYG-原核物種)所形成，而每個次單元都含有連於過濾孔中心，電陰性的羰基氧原子，且在每個鉀離子接合處周圍形成反角柱狀的水合層。碳氧基與過濾器鉀離子接合處的距離與第一水合曾之水分子氧與水溶液中之鉀離子距離相等。由於濾嘴與螺旋孔之間的強烈的相互作用，能預防通道萎陷為較小的鈉離子通道大小，因此鈉離之通行在電位能上是不利的。選擇性濾嘴會朝向細胞外溶劑，讓四個在甘氨酸殘基上的碳氧基 (KcsA上的Gly79)裸露在細胞外。另一個朝細胞外的殘基則是帶負電的 Asp80 (KcsA)。這兩個殘基連同五個濾嘴的殘基則形成連接胞外溶液與在蛋白中心的水充填腔之孔道。

碳氧基為強的負電荷及正電荷的吸引基。過濾器能將鉀離子安置於4個接合點，從細胞外結構開始標示起，標示為S1~ S4。另外，在腔道中一個離子能接合在稱為SC接合處的地方，或者多個離子接在已被確定的接合點，稱為S0或 Sext。許多不同的接合組態在這些接合點上是可能發生的。由於X光晶體繞射結構是許多分子之平均結構，因此不可能直接指出當下結合組態的結構。總括的說，有些缺點是兩個鄰近結合點都被離子結合而造成了靜電排斥。在KcsA上之離子位移的機轉已藉由模擬技術被透徹的研究。一個完整的24=16態的自由能圖(其特點為佔有S1, S2, S3和S4之軌域)已經藉由分子動力學之模擬計算出，結果指示此兩個具有雙軌域態之自由能，(S1, S3)及(S2, S4)，在預測的離子傳導機制裡扮演重要的角色。在高濃度之鉀離子的環境下形成之較好解析度的KcsA結構可發現Sext和S0這兩個胞外狀態。分子動力模擬包含了整個離子的所有路徑，從腔室到通過四個濾嘴直到S0和Sext狀態之自由能的計算。鉀離子通道之選擇性濾嘴的胺基酸序列是保守的，除了在真核的鉀離子通道裡的一個異亮氨酸殘基常取代了原核之通道上的纈氨酸殘基。氨基酸序列的選擇性過濾器的鉀離子通道是保守的，除了一個異亮氨酸殘留在真核鉀離子通道，常常是取代了纈氨酸殘留在原核渠道。

## 中央孔洞
一個10埃寬的中央孔洞，位於跨膜通道的中心附近，由於通道壁斥水性的關係，對於要穿膜的離子來說此處的能量阻力最高。此充滿水的腔室及孔螺旋之極性的C終端降低離子通過時的能量阻力。作者認為先前許多已通過的鉀離子所形成的斥力增加離子的通過量。

## 阻斷劑
鉀離子通道阻斷劑，如4-Aminopyridine和3,4-Diaminopyridine，以被研究用以治療如多發性硬化症等狀況。
一個由Andrew D. Goodman 等8人及由Acorda Therapeutics Inc.贊助的第三期臨床試驗顯示fampridine(4-amonipyridine)有助於改善多發性硬化症病患的運動能力. 這個是一項隨機分配,多中心,雙盲,安慰劑對照的臨床試驗,一共收錄了301位病患,以隨機分配的方式229位病患使用fampridine(10mg bid), 79位使用安慰劑.這個臨床試驗已登錄在ClinicalTrials.gov, 試驗編號為NCT00127530,同時也在Lancet 2009 Feb, Vol.373, P732-39公開. 由於試驗結果顯示fampridine對多發性硬化症病患(雖然不是全部)相較於安慰劑組病患的運動能力有很大的改善,藥物食品檢驗局部性(FDA)決定給予快速審核,於2009年10月22日將開會審議本藥品.